# Інженер-капітан II рангу
Інженер-капітан II рангу (лат. ingenium — здібність, винахідливість; і від пізнього лат. capitaneus — воєначальник) — військове звання старшого начальницького інженерного складу інженерно-корабельного складу в Військово-морських сил та Прикордонних військ з 1940 до 1971 рр..
Еквівалентом звання серед командного складу було: у сухопутних силах звання підполковник та капітан II рангу в ВМС. Серед військово-технічного складу РСЧА відповідним званням з 1942/43 років стало інженер-підполковник.
Інженер-капітан II рангу був вище за рангом ніж інженер-капітан III рангу і нижче за рангом від інженер-капітан І рангу.

## Історія використання

### Введення звання (1940)
Указами Президії Верховної Ради СРСР від 7 травня 1940 року «Про встановлення військових звань вищого командного складу Червоної Армії» (рос. «Об установлении воинских званий высшего командного состава Красной Армии») та «Про встановлення військових звань вищого командного складу Військово-Морського Флоту» (рос. «Об установлении воинских званий высшего командного состава Военно-Морского Флота») вводилися генеральські та адміральські звання для вищого командного складу. Крім того, цими указами встановлювалися нові звання для інженерів корабельної служби, які дорівнювалися до звань командного складу (в сухопутних силах технічно-інженерний склад залишив свої звання до 1942/43 років). Еквівалентом звання «воєнінженер 1 рангу» серед корабельного інженерного складу стає звання «інженер-капітан II рангу».

### 1942-1943
У 1942/43 роках відбувається уніфікація військових звань різних складів та служб РСЧА та РСЧФ. З 1942 року особливі звання інженерно-технічного складу поступово скасовуються в різних службах, поки у 1943 році не були повністю скасовані. Офіцерам інженерно-технічного складу надавалися звання уніфіковані з іншим командним складом, але з додаванням попереднього позначення «інженер-».
Еквівалентом звання інженер-капітан II рангу в сухопутних силах та в некорабельному складі ВМС стає звання інженер-підполковник.

### 1960
Згідно з Уставом внутрішньої служби від 1960 року, відбулося розмежування військових звань офіцерів з вищою та середньою освітою. Офіцери з вищою військово-технічною (технічною) освітою встановлювалися нові звання (молодший інженер-лейтенант, інженер-лейтенант, старший інженер-лейтенант). Також підтверджувалися раніше існуючі (інженер-капітан, інженер-майор та інші). Для офіцерів які мали середню військово-технічну (технічну) освіту залишалися попередні звання (молодший технік-лейтенант, технік-лейтенант, старший технік-лейтенант, капітан технічної служби й далі до полковника технічної служби ).

### Скасування звання (1971)
Згідно з указом Президії Верховної Ради СРСР від 18 листопада 1971 року відбувається уніфікація військових звань. Серед іншого, змінам піддалися звання старших та молодших офіцерів інженерно-корабельного складу. Звання які починалися зі слова «інженер-», замінювалися на нові аналогічні корабельному складу, з додаванням «-інженер» наприкінці звання. Внаслідок цього інженери-капітани II рангу стають капітанами-інженерами II рангу.
Такі ж процеси відбувалися в сухопутних силах та авіації, еквівалентом звання стає підполковник-інженер. 

## Знаки розрізнення

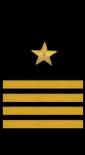
Знаки розрізнення інженера-капітана ІІ рагну, а також воєнінженера 1 рангу

Інженер-капітан II рангу мав знаки розрізнення як у капітана II рангу, у вигляді чотирьох середніх стрічок на рукаві. З 1942 року, до цих знаків розрізнення додаються погони. Для даного звання, на погонах притаманних для старших офіцерів (з двома просвітами) розміщувалося по дві середні п’ятипроменеві зірочки. Самі погони несли на собі технічну емблему.